# Sambirejo (Ngawen)
Sambirejo is een bestuurslaag in het regentschap Gunung Kidul van de provincie Jogjakarta, Indonesië. Sambirejo telt 7082 inwoners (volkstelling 2010).